# Mount Wallace
Mount Wallace ist ein 1490 m hoher Berg in der antarktischen Ross Dependency. In den Tapley Mountains ragt er an der Südseite der Mündung des Roe-Gletschers in den Scott-Gletscher auf.
Der United States Geological Survey kartierte ihn anhand eigener Vermessungen und Luftaufnahmen der United States Navy aus den Jahren von 1960 bis 1964. Das Advisory Committee on Antarctic Names benannte ihn im Jahr 1967 nach J. Allen Wallace Jr., Meteorologe auf der Amundsen-Scott-Südpolstation im antarktischen Winter des Jahres 1960.